# Mariano Torres Solanot
Mariano Torres y Solanot  (Poleñino, Huesca, 11 de julio de 1791-Zaragoza, 18 de octubre de 1858) fue un político español.  

## Biografía
Nació en el seno de una familia infanzona de Aragón. Hijo de Miguel Torres y de Rosa Solanot y, por tanto, sobrino del político liberal aragonés Valentín Solanot y Ferrer. Jurista aragonés adscrito al bando liberal exaltado, ocupó en la regencia de Baldomero Espartero el cargo de ministro de la Gobernación entre el 17 de junio de 1842 y el 9 de mayo de 1843. 
Fue el primer Vizconde de Torres-Solanot concedido por Isabel II. Además ocupó el cargo de senador por la provincia de Huesca y de Pontevedra en varias ocasiones. Fue padre del vizconde Torres-Solanot, Antonio Torres-Solanot y Casas, espiritista protector de Amalia Domingo Soler.